# Promienica
Promienica, aktynomikoza (łac. Actinomycosis) – przewlekła choroba zakaźna ludzi i zwierząt (głównie bydła). U zwierząt jest wywołana przez promieniowce Actinomyces bovis, u człowieka drobnoustrojem chorobotwórczym jest gatunek Actinomyces israeli.

## Etiologia
U ludzi promienica występuje rzadko, najczęściej u osób w wieku 20–50 lat. Do zakażenia człowieka dochodzi przez kontakt ze zwierzętami oraz przez branie do ust trawy i zboża. W jamie ustnej mogą znajdować się saprofitujące promieniowce, które również w pewnych warunkach mogą wywołać promienicę. Stąd skaleczenie dziąseł lub języka zakażonymi zębami (na co mają wpływ czynniki takie jak zła higiena jamy ustnej, niedawny zabieg u dentysty, choroby przyzębia) odgrywa ważną rolę w patogenezie tej choroby.

## Objawy
Temperatura ciała jest nieznacznie podwyższona (do 38 °C), a stan ogólny chorych jest dość dobry.
Choroba umiejscawia się najczęściej w tkankach miękkich okolicy żuchwy i szyi, rzadziej jamy ustnej i tkankach sąsiadujących (języka, migdałków podniebiennych, ślinianek, ucha środkowego); u świń – w gruczołach mlecznych. Objawami są twarde, ograniczone, mało bolesne guzy, często z ogniskami ropnymi. Początkowo pokrywająca skóra może być niezmieniona. Z czasem guzkowate zmiany w nacieku ulegają rozpadowi i powstają przetoki z wydobywającą się surowiczo-krwistą treścią, która zawiera kolonie promieniowca.
W tkankach miękkich można stwierdzić przewlekły proces zapalny z martwicą prowadzącą do powstawania przetok i ziarniną ulegającą bliznowaceniu z powstawaniem deskowatego nacieczenia. Objawy uzależnione są od umiejscowienia zmian. Mogą występować bóle w okolicy nacieków, utrudnione otwieranie ust i połykanie. Nacieczenie okolicy skroniowo-twarzowej może powodować szczękościsk.
Rozpoznanie może być potwierdzone wykryciem kolonii promieniowców w treści ropnej z przetok.

## Powikłania
Choroba nieleczona może prowadzić do powstania drogą krwionośną odległych zmian promieniczych (np. płuc), a także skrobiawicy.

## Leczenie
Leczona chirurgicznie – usunięcie zmian wraz ze skórą – lub farmakologicznie – ogólne, długotrwałe podawanie penicyliny w dużych dawkach z sulfonamidami (można również podawać penicylinę miejscowo).
Działania profilaktyczne nie są możliwe ze względu na endogenny charakter zakażenia.

## Klasyfikacja ICD10
| kod ICD10     | nazwa choroby              |
| ------------- | -------------------------- |
| ICD-10: A42   | Promienica                 |
| ICD-10: A42.0 | Promienica płucna          |
| ICD-10: A42.1 | Promienica brzuszna        |
| ICD-10: A42.2 | Promienica szyjno-twarzowa |
| ICD-10: A42.7 | Posocznica promienicza     |
| ICD-10: A42.8 | Inne postacie promienicy   |
| ICD-10: A42.9 | Promienica, nieokreślona   |